# 無斑龍紋鱝
無斑龍紋鱝（學名：Rhynchobatus immaculatus），又稱無斑尖犁頭鰩，俗名飯匙鯊、魴仔，為軟骨魚綱犁頭鰩目圓犁頭鰩科尖犁頭鰩屬的其中一種，被IUCN列為極危保育類動物，分布於西北太平洋臺灣西部海域，深度0至30公尺，本魚體型呈三角形，長度大於寬度，吻部寬，楔形，口前吻部為體長的19-21%，眼小，位於眶前吻部；眶前吻部的眶間隙為2.6-2.9倍，上顎約48排齒，口鼻部無刺，椎間盤兩側有2排不連續的小肩胛棘，每排6-9個，噴水孔位於眼之近後方，尾部與軀幹部不易區分，外形介於鯊類與鱝類之間，背鰭2個，背部呈深綠褐色，胸盤上散佈著一些白色斑點，無黑色胸部斑紋，腹鰭基部上方有明顯的一排白斑，向後匯合，形成尾部一條白色的中側線，眶膜為白色，眼睛上方有深色橫帶，體長可達99公分，棲息於大陸棚的近岸軟底質海域，為底棲性魚類，肉食性，卵胎生，生活習性不明，可作為食用魚，魚鰭可做成魚翅。